# Danh sách đô thị và làng và khu hành chính Tuvalu

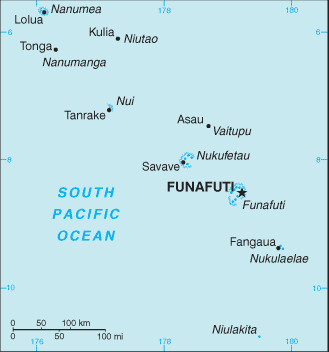
Bản đồ Tuvalu

Dưới đây là danh sách làng và vùng phụ cận tại Tuvalu. Không có thành phố nào tại Tuvalu.
| Làng hoặc vùng phụ cận | Đảo hoặc Rạn | Dân số (năm) |
| ---------------------- | ------------ | ------------ |
| Alapi                  | Funafuti     | 1,029 (2009) |
| Angafoulua             |              |              |
| Asau                   | Vaitupu      | 650 (2009)   |
| Fakau Fou              |              |              |
| Fangaua                | Nukulaelae   | 347 (2012)   |
| Fenua Tapu             |              |              |
| Fongafale              | Funafuti     | 6,006 (2012) |
| Funafuti               | Funafuti     | 6,320 (2017) |
| Kulia                  | Niutao       | 224 (2010)   |
| Lolua                  | Nanumea      | 215 (2010)   |
| Niulakita              | Niulakita    | 34 (2017)    |
| Savave                 | Savave       | 586          |
| Senala                 | Funafuti     | 1207 (2012)  |
| Tanrake                | Nui          | 221 (2012)   |
| Tokelau                | Nanumanga    | 245 (2012)   |
| Tonga                  | Nanumanga    | 236 (2012)   |
| Tumaseu                | Vaitupu      | 248 (2012)   |
| Vaiaku                 | Funafuti     | 516 (2002)   |